# Proalides tentaculatus
Proalides tentaculatus is een raderdiertjessoort uit de familie Epiphanidae. De wetenschappelijke naam van deze soort is voor het eerst geldig gepubliceerd in 1907 door Beauchamp.